# 俺たちの恋
『俺たちの恋』（おれたちのこい）は、1965年に松竹大船が配給した、長谷和夫監督による青春映画である。主演は田村正和。

## キャスト
- 田村正和 : 戸田一平
- 山田太郎 : 山口太郎
- 山川ワタル : 立花靖夫
- 中村晃子 : 鈴木房子
- 新藤恵美 : 上野弓子
- 穂積隆信 : 夏川誠一郎
- 佐山俊二 : 戸田達夫
- 花澤徳衛 : 鈴木竜造
- 国景子 : 遠山冴子

## スタッフ
- 監督：長谷和夫
- 脚本：元持栄美、大江英夫
- 音楽：小川寛興
- 撮影：長岡博之
- 美術：森田郷平
- 録音：新楠元
- 照明：小泉喜代司
- 編集：寺田昭光
- 製作：斎藤次男

## 主題歌
- 「ああ俺たちの鐘が鳴る」（歌：山田太郎）
  - 作詞：星野哲郎、作曲・編曲：北原じゅん